# Familia Nako

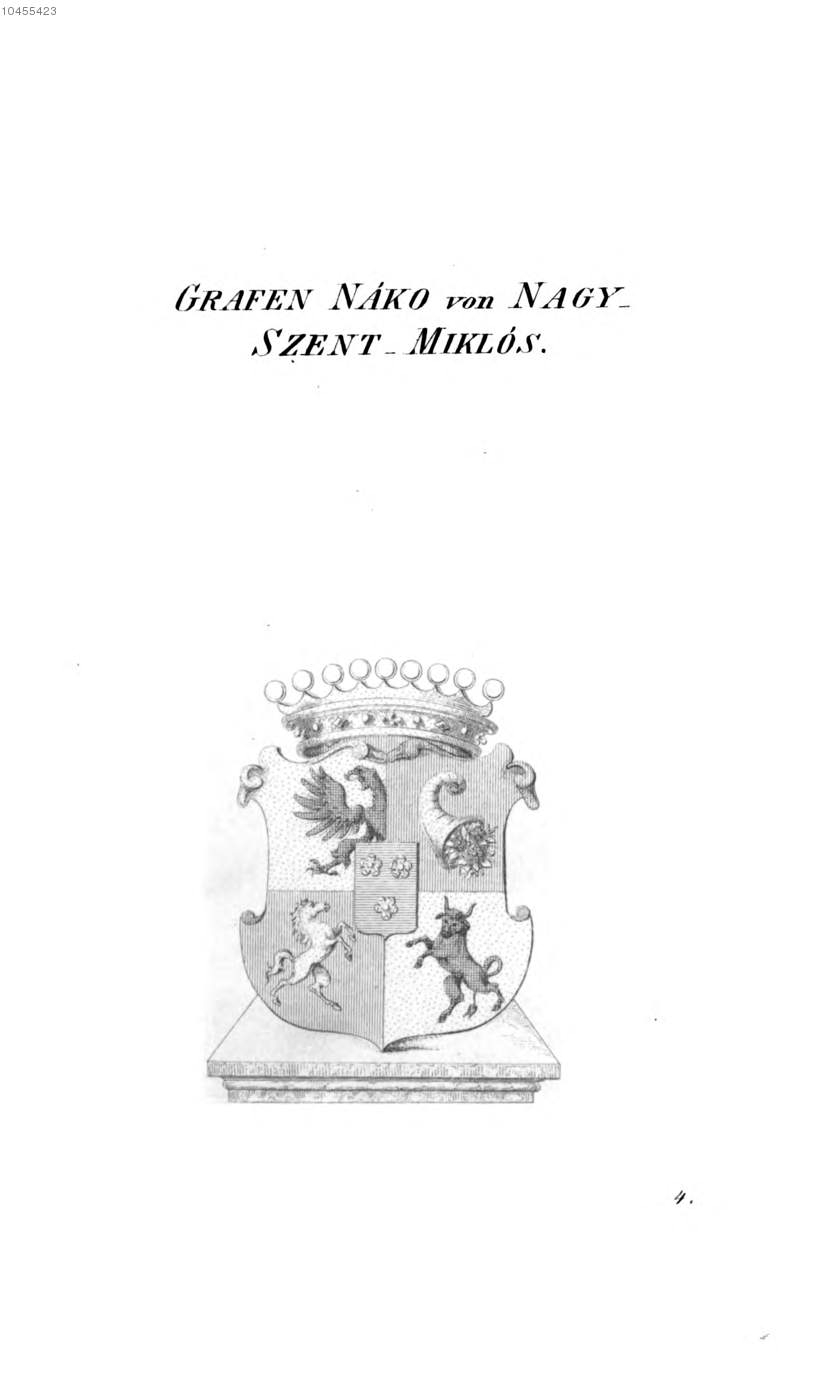
Stema Familiei Nako de Sînnicolau Mare.

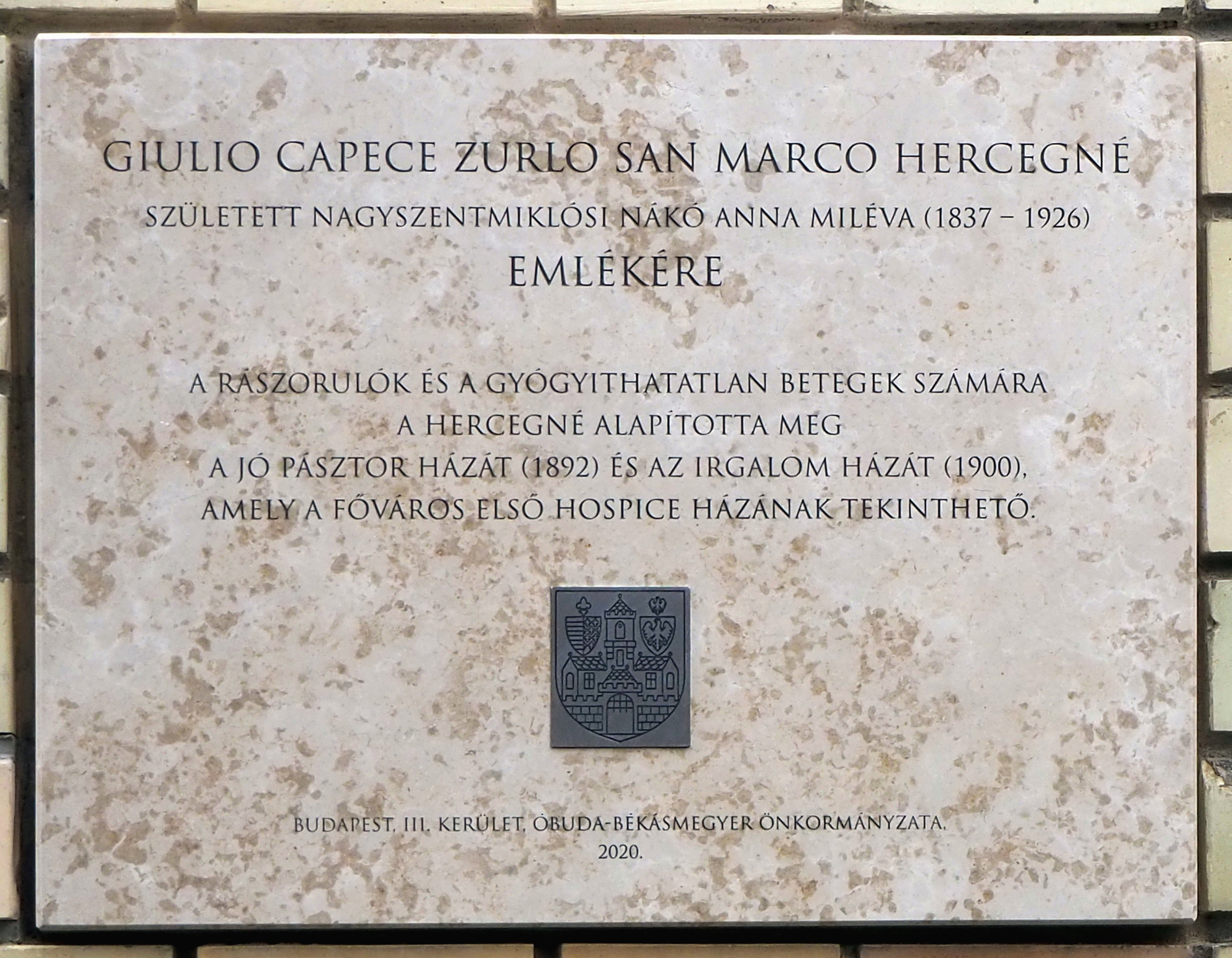
Placa comemorativă a lui Mileva Nako (1838-1926), ultima descedentă din Familia Nako.

Familia Nako a fost una dintre familiile de frunte macedoromâne din Ungaria. Primul membru al acestei familii, Cipriano Nako, a trăit în 1382 în Macedonia.În secolul al XVIII-lea doi frați au fost comercianți, Cristofor, care se mută în Ungaria în 1760, unde se ocupa cu comerțul, iar fratele său, Ciril, care rămăsase acasă, îi asigurase marfa necesară. Ciril îl urmează pe Cristofor în Ungaria în 1770. Ei au înfințat cele două ramuri ale familiei Nako, linia Sânnicolau Mare (Großsanktnikolaus) și linia Comloșul Mare-Teremia (von Nagyszentmiklos et Marianfolde). În 1780 ei au înființat o asociație de comercianți în Viena. Ei au ajuns cunoscuți; chiar împăratul Iosif al II-lea îi vizitase de mai multe ori și îi înnobilase cu titlul de nemeși. În 1801 moșia din Sînnicolaul Mare le-a rămas descedenților lui Cristofor, iar cea din Teremia și Comloșul Mare, descedenților lui Ciril. Ultima membră a familiei a fost Mileva Nako de Comloșul Mare și Teremia (1838-1926), doamnă de companiei a reginei Maria Sofia de Bavaria, sora împărătesei Sisi.

### Ramura de Sânnicolau Mare(1801-1923)
Cristofor Nako (1725-1800), în testamentul său din 1799, el le-a cerut urmașilor lui să înființese o școală de agronomie. El a fost înnobilat cu titlul de Grof (echivalent cu Conte).
Alexandru Nako (1785-1848), fiul lui Cristofor, el a fost înnobilat pe 26 Februarie 1813 de Împăratul Francisc I al Austriei.
Coloman Nako (1822-1902), fiul lui Alexandru, în 1863 el a renumit școala după bunicul său, Institutul Kristof. El ținea diverse funcții economice și politice, fiind membru al consiliul directoral al căilor ferate.
Berta Nako (1819-1882), soția lui Coloman, a fost pictoriță și pianistă.
Alexandru Nako II (1846-1889), fiul lui Coloman și lui Berta. Era președintele Companiei interne pentru protecția și canalizarea apelor din regiunea Aranka.
Alexandru Nako III (1871-1923), fiul lui Alexandru, guvernatorul orașului Fiume. El afost ultimul descedent din linia Sânnicolau Mare.

### Ramura de Comloșul Mare-Teremia (1801-1926)
Ciril Nako (†1787), nemeș.
Iosif Nako (1786-1816), fiul lui Ciril,a mrit tânăr, lăsând o soție, Constanța și șase copii minori, dintre care a supraviețuit numai Ioan.
Ioan Nako (1814-1889), unicul fiu care a supraiețuit dintre copii lui Iosif.
Mileva Nako (1838-1926), unicul copil lui Ioan și Anastasiei. A fost doamnă de companie a reginei Maria Sofia de Bavaria și Filantropă. Ultima descedentă a familiei Nako, nu a avut copii.